# Сан-Висенти (Сан-Паулу)

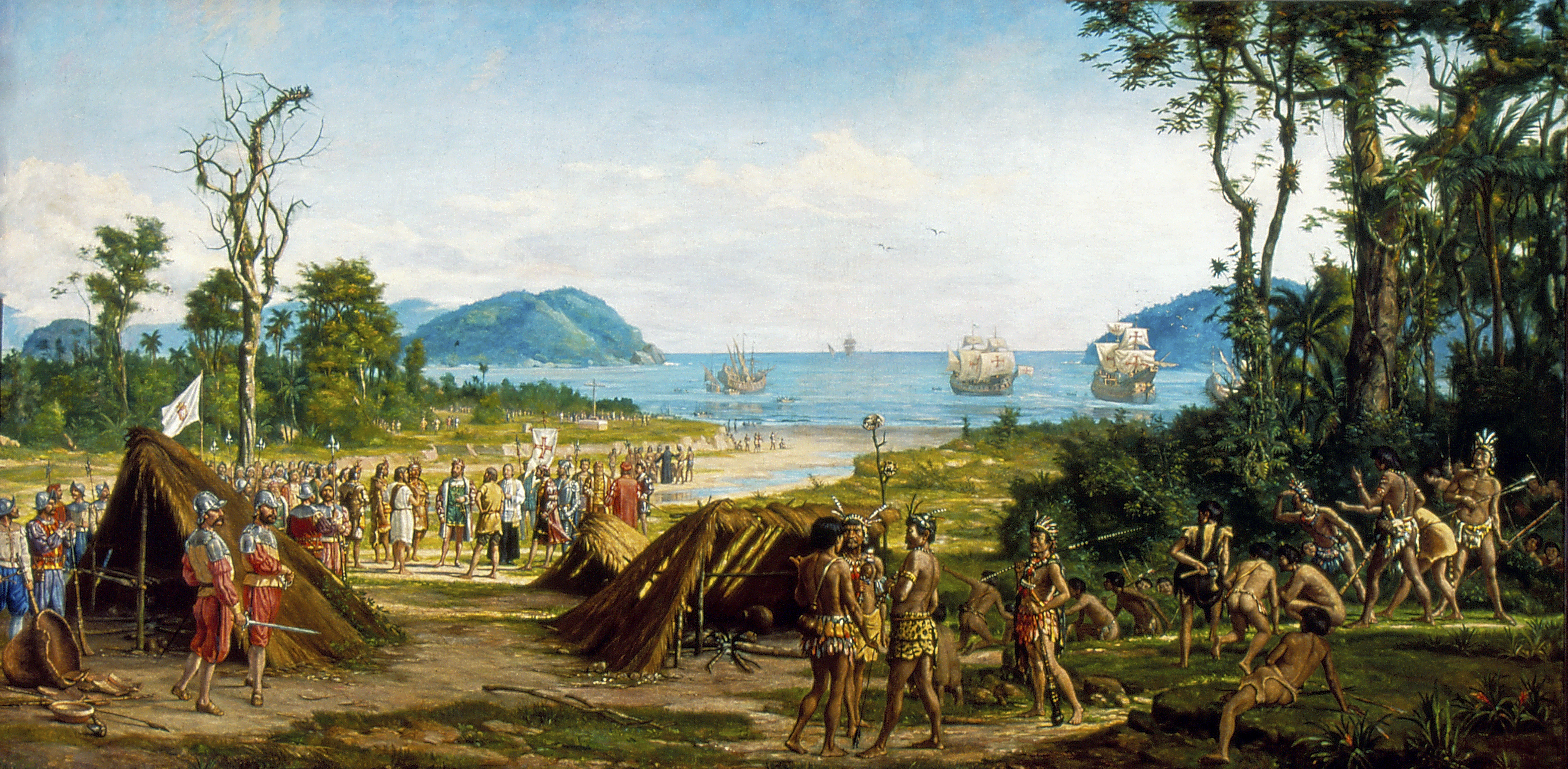
Основание Сан-Висенте

Сан-Висенти (порт. São Vicente) — муниципалитет в Бразилии, входит в штат Сан-Паулу. Составная часть мезорегиона Агломерация Сан-Паулу. Входит в экономико-статистический микрорегион Сантус. Население составляет 329 370 человек на 2006 год. Занимает площадь 148,424 км². Плотность населения — 2.219,1 чел./км².

## История
Город основан 22 января 1532 года. Это было первое постоянное португальское поселение в Америке. Мартин Афонсу де Соуза основал сахарный завод в Сан-Висенти у берега, с сахарным тростником, привозимым с португальских островов Кабо-Верде. 3 февраля 1583 года у Сан-Висенте во время англо-испанской войны состоялась битва между тремя английскими кораблями (включая два галеона) и тремя испанскими галеонами. Испанцы потерпели поражение — один галеон затонул, а другой был сильно повреждён и понёс большие потери.

## Статистика
- Валовой внутренний продукт на 2005 составляет 1.795.580.000,00 реалов (данные: Бразильский институт географии и статистики).
- Валовой внутренний продукт на душу населения на 2005 составляет 5.451,56 реалов (данные: Бразильский институт географии и статистики).
- Индекс развития человеческого потенциала на 2000 составляет 0,798 (данные: Программа развития ООН).

## География
Сан-Висенте расположен на западной половине прибрежного острова Сан-Висенте в дельте небольшой реки Кубатау. Подвесной мост «Понти Пенсил», связывающий остров Сан-Висенте с Прайя-Гранди на материке, был построен в 1914 году. Второй мост «Эсмералду Суарис Таркиниу ди Кампус Филью» был открыт в 1981 году. Граничит с городом Сантус.
Климат местности: тропический. В соответствии с классификацией Кёппена, климат относится к категории Af.

## Города-побратимы
- Сантарен, Португалия
- Белмонти, Португалия
- Ансьян, Португалия
- Наха, Япония
- Корриентес, Аргентина
- Ресистенсия, Аргентина
- Гавана, Куба
- Ольгин, Куба
- Асунсьон, Парагвай

## Известные уроженцы
- Шевченко, Николай — бразильский историк, профессор университета, колумнист, писатель и переводчик украинского происхождения[8][9].